# Stadion Rankhof
Lo stadio Rankhof di Basilea è uno stadio sito nel quartiere Hirzbrunnen di Basilea. La capacità massima originale dello stadio era all'incirca 30 000 spettatori. La tribuna è stata costruita da sud verso il terreno di gioco. La tribuna nord è interamente costruita in vetro per proteggere il pubblico in caso di forte vento. L'impianto è fornito di potenti fari che permettono una ottimale visione in caso di concerti e partite serali. È stato costruito anche un secondo campo con le stesse caratteristiche e metrature vicino alla tribuna nord del campo principale. Il complesso sportivo dispone anche di quattro campi d'allenamento e uno in erba sintetica oltre ad una palestra ginnica e sei campi da tennis.
Lo stadio Rankhof è attualmente il campo principale del Nordstern Basilea 1901 e dell'F.C. Basilea Under 21. Fino alla stagione 2008-2009 è stato il campo principale del F.C. Concordia Basilea
Lo stadio ospita parte degli incontri casalinghi della squadra di football americano dei Gladiators Beider Basel.

## Football americano

### Finali nazionali
| Basilea 11 luglio 2015, ore 18:00 XXX Swiss Bowl | Calanda Broncos | 49 – 21 | Bern Grizzlies | Stadion Rankhof |

| Basilea 9 luglio 2016, ore 18:00 XXXI Swiss Bowl | Calanda Broncos | 35 – 42 | Bern Grizzlies | Stadion Rankhof |

### Incontri internazionali

#### Per club
| Basilea 28 maggio 2012, ore 14:00 EFAF Cup 2012 - 6ª giornata | Gladiators Beider Basel | 37 – 14 | Alphen Eagles | Stadion Rankhof |

| Basilea 3 maggio 2014, ore 17:00 EFL 2014 - 2ª giornata | Gladiators Beider Basel | 24 – 21 (7-7 7-14 0-0 10-0) | Badalona Dracs | Stadion Rankhof (1.932 spett.) |

#### Per nazionali
| Basilea 26 settembre 2015, ore 18:00 CEST B Group Qualifiers | Svizzera   | 21 – 0 (7-0 7-0 7-0 0-0) | Slovacchia | Stadion Rankhof |
| A. Sunderhaf Q1 ( TD ) pass from M. Niklaus ? Q1 ( pat ) M. Stein Q2 ( TD ) run ? Q2 ( pat ) V. Cottier Q3 ( TD ) 83yd blocked fg return ? Q3 ( pat ) Marcatori Chris Winter Allenatori Greg Anderson |            |                          |            |                 |
| |            |                          |            |                 |
| A. Sunderhaf Q1 (TD) pass from M. Niklaus ? Q1 (pat) M. Stein Q2 (TD) run ? Q2 (pat) V. Cottier Q3 (TD) 83yd blocked fg return ? Q3 (pat)                                                             | Marcatori  |                          |            |                 |
| Chris Winter | Allenatori | Greg Anderson            |            |                 |